# حصن أنوط
حصن أنوط هو الحصن الذي بقيت منه فقط الأطلال يقع قرب مدينة مرسية في إسبانيا.